# Richard Corliss
Richard Corliss (Filadelfia, 6 marzo 1944 – New York, 23 aprile 2015) è stato un giornalista statunitense.

## Biografia
Ha lavorato per la rivista Time ed è stato un critico cinematografico. Ha scritto occasionalmente anche di musica e sport.
Si è spesso dedicato a evidenziare il ruolo dello sceneggiatore, in contrasto con il regista, nella creazione di un film.